# Etsy
Etsy ist eine im Jahr 2005 gegründete US-amerikanische E-Commerce-Website bzw. Online-Marktplatz für den Kauf und Verkauf von handgemachten Produkten, Vintage und Künstlerbedarf. Betrieben wird die virtuelle Verkaufsplattform durch das gleichnamige Unternehmen Etsy, Inc. mit Hauptsitz im New Yorker Stadtbezirk Brooklyn. Das Angebot umfasst Kunst, Fotografie, Mode, Schmuck, Kosmetikprodukte, Spielzeug und anderes.

## Geschichte
Die Website des Online-Marktplatzes ging am 18. Juni 2005 in Betrieb. Im Jahr 2011 waren weltweit 800.000 aktive Verkäufer und zwölf Millionen Käufer registriert, und es wurden monatlich 25 Millionen Besucher gezählt. 2010 eröffnete Etsy eine Niederlassung in Berlin. Hauptkonkurrent in Deutschland war die 2018 eingestellte Plattform DaWanda. 2021 gab Etsy an, weltweit 4,7 Millionen aktive Verkäufer und 90,7 Millionen aktive Käufer aufweisen zu können.
Die Handmade-Plattform ist besonders in den Vereinigten Staaten erfolgreich. Laut eigenen Angaben liegt der Umsatz im zweiten Quartal 2022 bei 585 Millionen Dollar, der Nettogewinn bei 73 Millionen Dollar.
Seit Mitte 2012 verstärkt Etsy sein Engagement in Europa; zum Beispiel wird die iPhone-App der Plattform seit Oktober 2012 auch auf Deutsch angeboten. Zu den Investoren gehörten neben dem US-Investor Accel Partners auch der partnergeführte Wagniskapitalgeber Acton Capital Partners aus München. Seit 16. April 2015 wird die Etsy-Aktie an der Börse NASDAQ gehandelt.

## Namensherkunft
Im Januar 2010 erklärte Rob Kalin, einer der Gründer von Etsy, in einem Interview mit der Monatszeitschrift Reader’s Digest, dass ihm aufgefallen sei, dass in dem Federico-Fellini-Kinofilm Achteinhalb (8½) von 1963 häufig der Begriff „etsi“ gefallen sei. Was im Italienischen „eh, si“ heißt und in etwa „Oh, ja“ meint. Mit „etsi“ beziehungsweise mit dem gleichlautenden „etsy“ war der Firmenname gefunden.

## Geschäftsmodell
Bei Verkäufen über die Website berechnet Etsy eine Provision von 6,5 % sowie weitere Gebühren.